# Hypoxis polystachya
Hypoxis polystachya är en enhjärtbladig växtart som beskrevs av Friedrich Welwitsch och John Gilbert Baker. Hypoxis polystachya ingår i släktet Hypoxis och familjen Hypoxidaceae. Inga underarter finns listade i Catalogue of Life.